# Scriptural reasoning
Scriptural reasoning is een van de methoden van gezamenlijke bestudering van heilige boeken door personen met een verschillende geloofsovertuiging. Hierbij komen christenen, joden, moslims en soms ook aanhangers van andere Abrahamitische religies bijeen, vaak in kleine groepjes, om passages uit hun heilige teksten (bijvoorbeeld de Bijbel, Tenach en Koran) te lezen en bediscussiëren, en vaak ook om te bespreken op welke manier deze teksten hun begrip van en betrokkenheid bij hedendaagse kwesties kunnen vergroten. De gesprekken worden gehouden op vriendschappelijke basis en liefst afwisselend op locaties die voor de verschillende religies van waarde zijn, zoals een kerk, moskee of synagoge en anders in universele ruimten of bij deelnemers thuis.
Aanvankelijk was scriptural reasoning een academische bezigheid waarbij theologen, godsdienstfilosofen en tekstgeleerden betrokken waren, maar tegenwoordig wordt het ook buiten de academische wereld beoefend. Een theoloog die scriptural reasoning stimuleert, is David Ford.